# Elektrisches Klavier

Pianino mit Selbstspiel-Automatik als Rollenklavier von Hegeler & Ehlers, um 1910, im Museum für Kunst und Gewerbe Hamburg

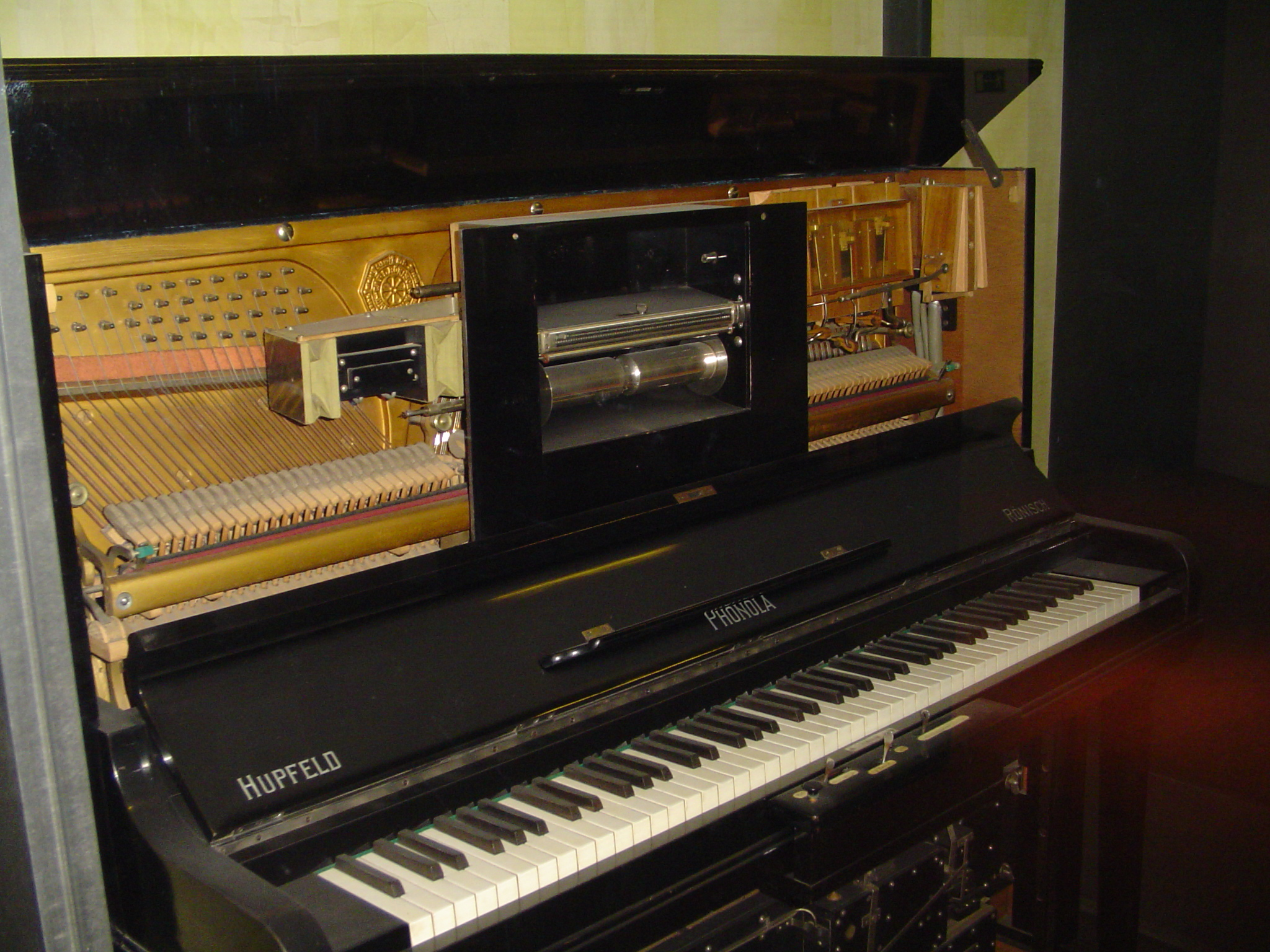
Hupfeld-Phonola von 1915, pneumatisch angetrieben

Ein Elektrisches Klavier ist im deutschen Sprachgebrauch der Oberbegriff für alle möglichen selbstspielenden Klaviere.  Die Tonerzeugung erfolgt rein mechanisch (im Gegensatz zum Elektronischen Klavier, E-Piano), teilweise mit Hilfe einer Pneumatik; die Mechanik selbst wiederum wird elektrisch angetrieben.
Das "selbstspielende" Klavier kam um die Zeit von 1885 bis 1900 auf den Markt und ist im englischen Sprachgebrauch unter dem Begriff Pianola bekannt.
Der benötigte Strom wurde anfänglich vor allem durch Akkumulatoren geliefert, später durch fest installierte Stromanschlüsse. Die gelegentlich in Wild-West-Filmen vorkommenden Exemplare des "Pianola" sind selten zeitgemäß und meist Harmonien, die regelmäßig mit Pianolas oder Vorsetzern und Orchestrien in einen Topf geworfen werden.
Der noch bekannte Spruch „Alles elektrisch“ stammt aus der Zeit, als die Werkzeuge und auch die Unterhaltung „elektrisch“ wurden, als umgangssprachliche Umschreibung für „elektrisch angetrieben“. Das einfache elektrische Klavier gab ein Stück nicht mit künstlerischem Ausdruck wieder, es spielte bzw. „klimperte“ monoton nach den in der Notenrolle gestanzten Löchern. Spätere Instrumente hatten künstliche Betonung und klangen dadurch wesentlich besser (Hupfeld Phonoliszt z. B. und andere, vor allem auch Klavierorchestrien).
Wie populär trotz aller früheren musikalischen Nachteile diese Instrumente waren, spiegelt sich in dem Schlager von 1930 wider:
In einer kleinen Konditorei,
da saßen wir zwei
bei Kuchen und Tee.
Du sprachst kein Wort, kein einziges Wort,
und wusstest sofort, dass ich Dich versteh'!
Und das elektrische Klavier,
das klimpert leise
eine Weise von Liebesleid und Weh!
In einer kleinen Konditorei...
Hochwertige Elektrische Klaviere haben in vielen Fällen Regelungsmöglichkeiten für die Wiedergabe der Musik. Einige Modelle besitzen eine Regelung der Anschlagdynamik oder beeinflussen die Dynamik auf andere Art und Weise (linkes Pedal – Hammerleiste). Viel häufiger wurde jedoch eine Geschwindigkeitsregelung eingebaut.
Die Klavierrollen wurden fabrikmäßig in großen Mengen hergestellt, wobei die Toninformationen nach den Noten auf die Notenrolle übertragen und Löcher gestanzt wurden. Moderne hochwertige Selbstspielklaviere verarbeiten immer Informationen zu Geschwindigkeit (Tempo) und Stärke des Tastenanschlags (Volume).
Elektrische Klaviere lassen sich normalerweise auch manuell spielen. So war die Spielautomatik meist nur ein Ersatz, wenn kein Klavierspieler anwesend war.
Die Spielautomatik wurde früher meistens pneumatisch, also mit Luftdruck betrieben, genauer: mittels Unterdruck (Saugluft). Die Musik wird durch gelochte Papierstreifen, die sogenannte Notenrolle oder auch "Klavierrolle" als Informationsmedium übertragen. Diese Notenrollen sind auswechselbar und waren im Musikalienhandel zu kaufen. Diese Notenrollen hatten je nach Hersteller sehr unterschiedliche Formate, erst 1908 wurde in Buffalo (USA) (Buffalo Convention) ein einheitlicher Standard entwickelt. Trotzdem behielten einige Hersteller vor allem für Reproduktionsklaviere eigene Systeme bei. (Für die Systeme/Steuerungen der Reproduktionsklaviere wie z. B. Welte Mignon oder Ampico A/B siehe dort.)
Der für den Betrieb nötige Unterdruck wird durch einen im Unterbau des Instrumentes untergebrachte, durch einen Elektromotor angetriebene Bälge  erzeugt. Dem elektrischen Klavier nahe verwandt sind Klaviere, bei denen der Unterdruck durch Treten von mit Schöpfbälgen verbundenen Fußschemeln erzeugt wird Pianola, Kunstspielklavier. Seltene, meist frühe Exemplare dieses einfachsten Typs eines automatischen Klaviers werden auch mit Druckluft statt Saugluft betrieben, was sich aber nicht durchsetzen konnte.
Einige wenige Hersteller produzierten und produzieren auch heute noch derartige Klaviere, die aber komplett elektrisch bzw. elektronisch gesteuert werden. Hierzu gehören beispielsweise die Modelle PianoDisc und Yamaha Disklavier.
Bei ganz frühen Exemplaren erfolgte die Steuerung der Musik-Wiedergabe mit Stiftwalzen aus Holz, wie auch beim frühen Orchestrion. Man spricht daher vom Walzenklavier. Solche Klaviere wurden bereits ab ca. 1860 hergestellt, aber meist durch Kurbeln betätigt. Die Bezeichnung Walzenklavier wird häufig irrtümlich für alle klavierähnlichen selbstspielenden Instrumente benutzt (Notenrolle hat "Walzen"form). Ab ca. 1895 wurden fast ausschließlich selbstspielende Klaviere produziert, die mit Notenrollen spielten, also Rollenklaviere. Echte Walzenklaviere sind sehr selten.
Einfache elektrische Klaviere hatten ihren Platz in Lokalen und Unterhaltungsstätten mit geringen musikalischen Ansprüchen oder waren vor allem in den USA in der Wohnstube anzutreffen, höherwertige Modelle auch in den feinen Cafés und in den Wohnzimmern der Oberschicht in Europa.
Ist ein elektrisches Klavier mit weiteren Instrumenten wie Schlagzeug und Orgelpfeifen gekoppelt, so spricht man von einem Orchestrion.